# تپه مهین‌آباد
تپه میان آبه مربوط به سده‌های اولیه و میانه دوران‌های تاریخی پس از اسلام است و در شهرستان نهاوند، بخش گیان، دهستان گیان، چسبیده به روستای میان آبه  واقع شده و این اثر در تاریخ ۲۵ آبان ۱۳۸۷ با شمارهٔ ثبت ۲۳۷۳۹ به‌عنوان یکی از آثار ملی ایران به ثبت رسیده است.نام روستا اکنون به میان آبه تغییریافته است.